# Лилиту
Лилиту (аккад. līlītu) — месопотамская демоница, женский аналог Лилу, рожденная, как и он, богом ветра Энлилем. Этимология имени Лилиту та же что и Лилит в Библии, с которой у нее есть общие черты. Оно происходит от шумерского слова «лил», что означает ветер или дыхание.
Считается, что этот демон произошел от призрака женщины, умершей при родах.
Лилиту часто отождествляют с Ардат Лили, от которой ее следует отличать.
У нее соблазнительная внешность, как у суккуба, хотя у нее тело волка со скорпионьим хвостом. Это бесплодный демон, овладевший своей жертвой-мужчиной, которую он превращает в своего супруга, не давая ему возможности жить со смертной женщиной. Она пожирает детей.